# Парламентские выборы в Вануату (1991)
Парламентские выборы в Вануату состоялись 2 декабря 1991 года. Премьер-министром в результате создания парламентской коалиции стал представитель Союза умеренных партий Максим Карлот.
Результаты выборов в Парламент Вануату 2 декабря 1991
| Партии и блоки                     | Голоса | % | Места |
| ---------------------------------- | ------ | - | ----- |
| Партия Вануаку                     |        | . | 10    |
| Союз умеренных партий              |        | . | 19    |
| Национальная объединённая партия   |        | . | 10    |
| Меланезийская прогрессивная партия |        | . | 4     |
| Движение Na-Griamel                |        | . | 1     |
| Меланезийский фронт                |        | . | 1     |
| Союз Тан                           |        | . | 1     |
| Всего                              |        |   | 46    |
| Источник: IPU                      |        |   |       |